# Адамия, Ной Петрович
Ной Петро́вич Ада́мия (груз. ნოე პეტრეს ძე ადამია; 21 декабря 1917 - 3 июля 1942) — участник Великой Отечественной войны, старшина РККА, командир взвода автоматчиков, инструктор снайперского дела 7-й бригады морской пехоты Черноморского флота, позднее бригада в составе Приморской армии Северо-Кавказского фронта, Герой Советского Союза.

## Биография
Родился 8 (21) декабря 1917 года в селе Матходжи (ныне Имеретия, Грузия) в крестьянской семье. Грузин.
Учился в средней школе города Тифлиса (ныне Тбилиси).
В Военно-морском флоте с 1938 года, призван Кутаисским райвоенкоматом. В 1940 году окончил Одесское военно-морское училище. С 1941 года на фронте.
Инструктор снайперского дела 7-й бригады морской пехоты (Приморская армия, Северо-Кавказский фронт)(до 13 ноября 1941 года — бригада в составе Черноморского флота) кандидат в члены ВКП(б) старшина Ной Адамия участвовал в обороне города героя Севастополя.
В 1942 году старшина Адамия Н. П. был одним из инициаторов снайперского движения. Обучил снайперскому делу восемьдесят бойцов. Лично уничтожил около двухсот гитлеровцев, подбил два танка.
21 июня 1942 года отважный моряк-снайпер попал в окружение с 11 автоматчиками. Под его командованием группа в течение дня вела ожесточённый бой с врагом, уничтожив более сотни фашистов, прорвала вражеское кольцо и с боем вышла из окружения.
Указом Президиума Верховного Совета СССР «О присвоении звания Героя Советского Союза начальствующему и рядовому составу Военно-Морского флота» от 24 июля 1942 года за «образцовое выполнение боевых заданий командования на фронте борьбы с немецкими захватчиками и проявленные при этом отвагу и геройство» удостоен звания Героя Советского Союза с вручением ордена Ленина и медали «Золотая Звезда».
Награды получить не успел. Командир взвода автоматчиков старшина Н. П. Адамия пропал без вести 3 июля 1942 года при оставлении города Севастополя.

## Награды
- Медаль «Золотая Звезда» Героя Советского Союза;
- Орден Ленина;
- Медаль «За отвагу».

## Память
Именем Героя названа улица в столице Абхазии городе Сухуми.
Имя Н. П. Адамии высечено на плите мемориала защитникам города-героя Севастополя на площади Нахимова.

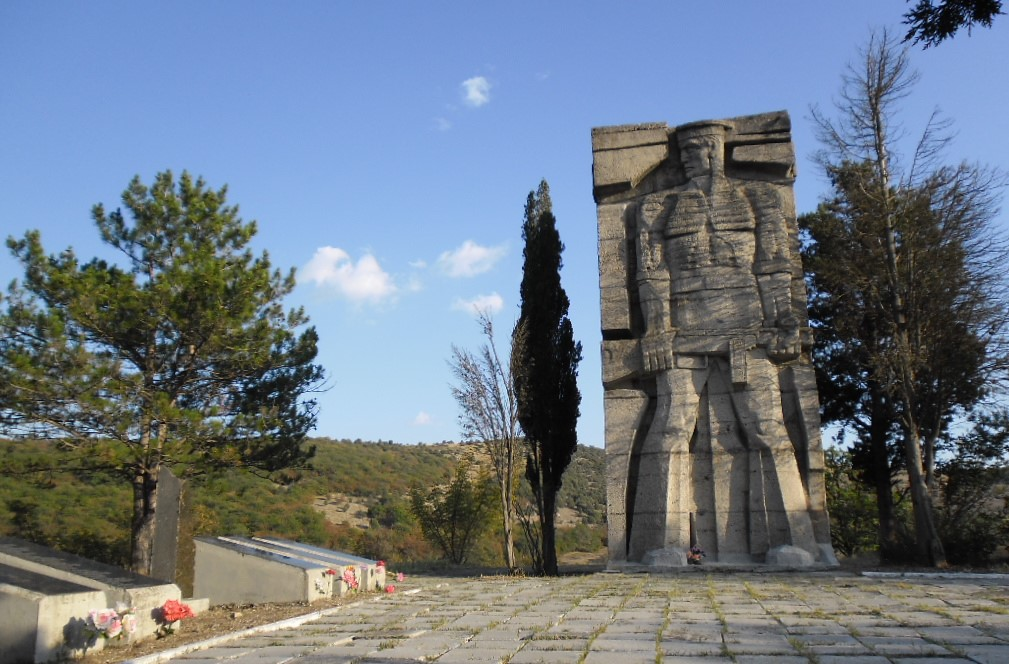
Братское захоронение воинов 7-й бригады морской пехоты

На склоне высоты вблизи села Хмельницкое был сооружён памятник 7-й бригаде морской пехоты (командир — полковник Е. И. Жидилов). Установлен в 1968 году по проекту балаклавского скульптора В. Е. Суханова. Это две параллельные прямоугольные стелы. На передней — стилизованное рельефное изображение фигуры морского пехотинца с автоматом в руках. На второй стеле — мемориальный текст и стихи, написанные бывшим командиром бригады генерал-лейтенантом Е. И. Жидиловым. У памятника находится братская могила, в которой похоронены Герой Советского Союза Ной Адамия и девяносто пять воинов.
Охраняется решением Севастопольского городского совета народных депутатов исполкома от 20.12.1975 № 856 «Об утверждении списков памятников истории и культуры города Севастополя по состоянию на 1 июля 1975 года».
Со 2 сентября 2017 года в РФ  Объект культурного наследия народов РФ регионального значения. Рег. № 921711029090005 (ЕГРОКН)